# اسقف

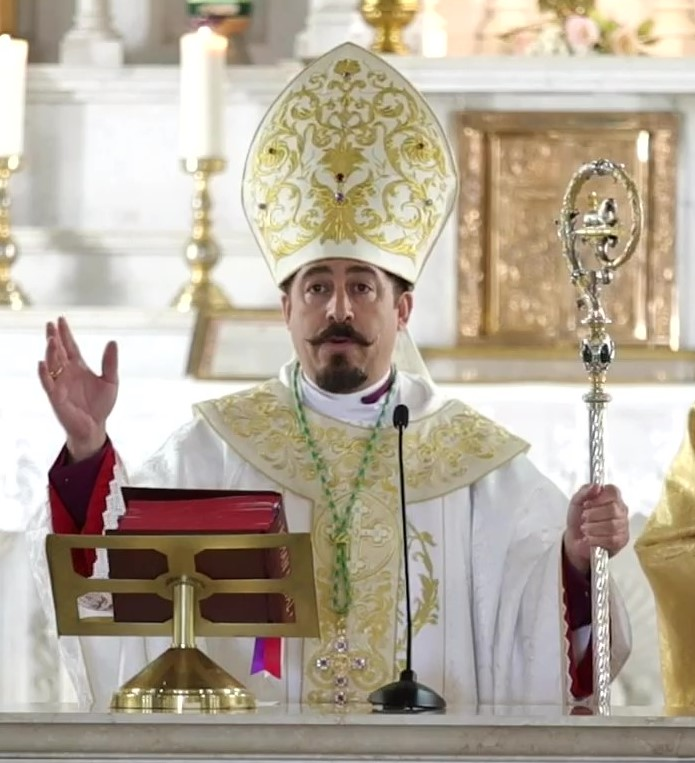
اسقف ادیک بارونی لوس آنجلس آمریکا

اُسقُف یا اِپیسکُپ یا سکوبا (به انگلیسی: Bishop) یا کاهن اعظم والاترین مقام روحانی مسیحی است که به‌طور کلی به امور حکومتی و نظارتی گماشته می‌شود. در مسیحیت اسقف مسئولیت نظارت و رهبری بر کلیسا و کشیش‌ها را عهده‌دار است. در کلیسای کاتولیک، کلیسای ارتدکس، کلیسای ارامنه ،کلیسای انگلیکان، کلیسای آشوری شرق، در کلیساهای کاتولیک مستقل، اسقف‌ها طبق یک مسیر مستقیم تاریخی که به آن خلافت رسولی گفته می‌شود به دوازده حواریون مسیح بر می‌گردند. اسقف باید از ۳ اسقف دیگر که از کلیسای رسولی و جامع باشند دستگذاری شده باشد. هر اسقف دارای نسب‌نامه دستگذاری شدنش هست که می‌تواند دستگذاری شدنش را ثابت کند و طبق آن نسب‌نامه تا رسولان و مسیح به عقب برگردد و خلافت رسولی خودش را ثابت کند. در داخل این کلیساها، اسقف می‌تواند مقام‌های روحانی، از جمله اسقف‌های دیگر و کشیش و شماس دستگذاری کند. در برخی از کلیساهای پروتستان، شبانانی که ریاست چند کلیسا را به عهده دارند خود را اسقف می‌نامند با این تفاوت که جانشین مستقیم حواریون محسوب نمی‌شوند زیرا آنان نمی‌توانند دستگذاری خودشان را طبق سنت کلیسای جهانی و رسولی به رسولان و خود مسیح متصل سازند.

## واژه
اسقف، کلمه‌ای عربی است که (به انگلیسی: Bishop) و در فرانسه Évêque گفته می‌شود، و آن از کلمه (به یونانی: Eπίσκοπος / episkopos) گرفته شده‌است و همین کلمه را ایرانیان از زبان سریانی گرفته و سکوبا گفته‌اند و در شاهنامه هم به همین معنی آمده‌است.

## مقام‌های کلیسایی
مقام‌های کلیسایی به ترتیب اولویت قدرت عبارت اند از:
- پاپ
- کاردینال
- اسقف اعظم/مطران
- اسقف
- کشیش
- دیکون/شماس